# Авиационный полк
Авиационный полк — авиационное формирование (воинская часть, полк), основная тактическая единица военно-воздушных сил (ВВС) вооружённых сил государства, предназначенная для решения тактических и оперативно-тактических задач.

## История

### СССР
В советских ВВС авиационные полки впервые созданы в 1938 году, так как авиация военных округов и флотов была переведена с бригадной на полковую и дивизионную организацию. Основной тактической единицей стал авиационный полк (60 — 63 самолёта).
К началу Великой Отечественной войны в ВВС авиационные полки состояли из 4—5 эскадрилий общей численностью до 60 самолётов. По мере накопления боевого опыта в ходе войны авиационные полки стали включать по три эскадрильи и насчитывали 32 самолёта (бомбардировочный авиационный полк) или 40 самолётов (истребительный и штурмовой авиационный полк).
Участие авиационных полков в боевых действиях во время Великой Отечественной войны отражено в перечнях, разработанных Институтом военной истории Генерального штаба Вооруженных Сил:
- Авиационные полки ВВС, принимавшие участие в боевых действиях во время Великой Отечественной войны включены в Перечень № 12 авиационных полков Военно-воздушных сил Красной армии, входивших в состав Действующей армии в годы Великой Отечественной войны 1941—1945 гг.[1].
- Авиационные полки ПВО, принимавшие участие в боевых действиях во время Великой Отечественной войны включены в Перечень № 11 соединений, частей и подразделений войск ПВО страны, входивших в состав Действующей армии в годы Великой Отечественной войны 1941—1945 гг.[2].
- Авиационные полки авиации дальнего действия, принимавшие участие в боевых действиях во время Великой Отечественной войны включены в Перечень № 9 соединений и частей авиации дальнего действия[3].
- Авиационные полки авиации военно-морского флота — в соответствующих перечнях Флотов[4][5][6].

## Виды и типы

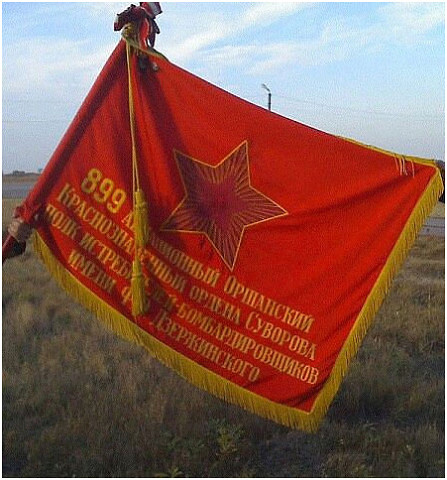
899-й гвардейский Оршанский дважды Краснознаменный ордена Суворова штурмовой авиационный полк им. Ф. Э. Дзержинского. Боевое знамя.

По своему типу авиационные полки бывают (или были):
- бомбардировочные (пикировочные),
- дальнебомбардировочные,
- минно-торпедные
- ракетоносные
- противолодочные
- корабельные (истребительные, штурмовые, вертолётные)
- РЭБ
- истребительно-бомбардировочные,
- истребительные (в т.ч ПВО),
- штурмовые,
- смешанные,
- разведывательные (дальне-разведывательные),
- армейской авиации,
- транспортной авиации,
- санитарной авиации,
- вертолётные
- инструкторско-исследовательские
- учебные
- запасные
- перегоночные
- специального назначения
- и другие.

По своей подчиненности авиационные полки бывают:
- в составе авиационных соединений;
- отдельные.

## Состав
Авиационный полк состоит из:
- штаба (управления полка);
- звена или отряда управления (не всегда);
- нескольких авиационных эскадрилий (от двух до 5 — 6), а эскадрилья состоит из звеньев или авиационных отрядов;
- технико-эксплуатационной части (ТЭЧ);
- рота (батальон) охраны (не всегда).

Как правило, авиационный полк оснащён однотипными летательными аппаратами по основному предназначению полка. В состав полка может включаться звено, отряд, максимум — эскадрилья вспомогательных или транспортных летательных аппаратов. Если же полк штатно комплектуется разнородной авиационной техникой, то он носит название смешанного. Однако, в войсках ПВО СССР существовали авиационные полки, вооруженные различными типами самолётов-истребителей, однако такой полк имел наименование обычного полка.
Для обеспечения боевых действий авиационного полка в оперативном подчинении командира полка находятся:
- Батальон аэродромно-технического обеспечения (ОБАТО, БАО), как правило — отдельный батальон;
- Батальон связи и радиотехнического обеспечения полётов (ОБСиРТО), как правило — отдельный батальон.
- Другие авиационные части обеспечения.

Командир авиационного полка является старшим авиационным начальником на военном аэродроме и прямым командиром для всего личного состава авиационного гарнизона.

## В составе
Авиационный полк, как правило, входит в состав авиационного соединения (отдельный авиационный полк — в состав высшего авиационного соединения или авиационного объединения). Исключение составляли отдельные формирования во время Великой Отечественный войны — 11-й смешанный авиационный корпус (переформированный позднее в 14-й истребительный авиационный корпус). Корпус сформирован по новому (по состоянию на 1942 год) принципу управления, который сводился к тому, что все авиационные полки подчинялись непосредственно командованию корпуса, минуя дивизионную инстанцию. Это был единственный корпус Фронтовой авиации в Великой Отечественный войне с таким принципом управления. Дальнейшего применения данный принцип управления не получил.
В Войсках ПВО страны авиационный полк входит в состав соединения (отдельный авиационный полк — в состав объединения) ПВО. Во время Великой Отечественной войны все истребительные авиационные корпуса ПВО состояли из авиационных полков, минуя дивизионное звено:
- 6-й истребительный авиационный корпус ПВО — включал до 29 истребительных авиационных полков;
- 7-й истребительный авиационный корпус ПВО — включал до 15 истребительных авиационных полков;
- 8-й истребительный авиационный корпус ПВО — включал до 10 истребительных авиационных полков;
- 9-й истребительный авиационный корпус ПВО — включал до 12 истребительных авиационных полков;
- 10-й истребительный авиационный корпус ПВО — включал до 10 истребительных авиационных полков.

## Сокращения наименований авиационных полков, принятые в ВС СССР
Сокращения наименований авиационных полков, принятые в ВС СССР:
- гв. — гвардейский
- апиб — авиационный полк истребителей-бомбардировщиков
- апс — авиационный полк связи
- ап ГВФ — авиационный полк Гражданского воздушного флота
- атп — авиационный технический полк
- бап — бомбардировочный авиационный полк
- ббап — ближнебомбардировочный авиационный полк
- вп — вертолётный полк
- втап — военно-транспортный авиационный полк
- дбап — дальнебомбардировочный авиационный полк
- драп — дальнеразведывательный авиационный полк
- зиап — запасной истребительный авиационный полк
- иап — истребительный авиационный полк
- иап ПВО — истребительный авиационный полк ПВО
- крап — корректировочный разведывательный авиационный полк
- лбап — легкий бомбардировочный авиационный полк
- нбап — ночной бомбардировочный авиационный полк
- нлбап — ночной легкий бомбардировочный авиационный полк
- овп — отдельный вертолётный полк
- осап — отдельный смешанный авиационный полк
- ошап — отдельный штурмовой авиационный полк
- сап — смешанный авиационный полк
- санап — санитарный авиационный полк
- сбап — скоростной бомбардировочный авиационный полк
- трап — транспортный авиационный полк
- уап — учебный авиационный полк
- шап — штурмовой авиационный полк